# Marietta, Illinois
Marietta là một làng thuộc quận Fulton, tiểu bang Illinois, Hoa Kỳ. Năm 2010, dân số của làng này là 112 người.

## Dân số
Dân số qua các năm:
- Năm 2000: 150 người.
- Năm 2010: 112 người.